# Élections cantonales de 1992 dans le Finistère
Les élections cantonales ont eu lieu les 22 et 29 mars 1992.
Lors de ces élections, 28 des 54 cantons du Finistère ont été renouvelés. Elles ont vu une amplification nette de la majorité RPR dirigée par Charles Miossec, président du conseil général depuis 1988. Deux nouveaux cantons sont créés pour ces élections : Brest-L'Hermitage-Gouesnou et Brest-Plouzané.

## Contexte départemental

### Assemblée départementale sortante
| Parti                              | Sigle   | Élus |
| ---------------------------------- | ------- | ---- |
| Majorité (31 sièges)               |         |      |
| Rassemblement pour la République   | RPR     | 18   |
| Centre des démocrates sociaux      | UDF-CDS | 9    |
| Union pour la démocratie française | UDF     | 2    |
| Divers droite                      | DVD     | 2    |
| Opposition (21 sièges)             |         |      |
| Parti socialiste                   | PS      | 20   |
| Parti communiste français          | App.PCF | 1    |
| Président du conseil général       |         |      |
| Charles Miossec (RPR)              |         |      |

## Résultats à l’échelle du département
Répartition départementale des résultats (1er tour).
- EXG-PCF-UDB (12,36 %)
- PS-Maj.Prés. (24,02 %)
- Verts-GÉ (7,52 %)
- RPR (27,01 %)
- UDF (14,10 %)
- DVD (7,65 %)
- FN (7,33 %)

| Étiquette      | Étiquette                             | Premier tour | Premier tour | Second tour | Second tour | Sièges |
| Étiquette      | Étiquette                             | Voix         | %            | Voix        | %           | Sièges |
| -------------- | ------------------------------------- | ------------ | ------------ | ----------- | ----------- | ------ |
|                | Parti socialiste                      | 44 380       | 20,56        | 60 616      | 37,51       | 6      |
|                | Rénovateurs Parti communiste français | 13 993       | 6,48         | 6 329       | 3,92        | 1      |
|                | Parti communiste français             | 10 367       | 4,80         |             |             |        |
|                | Majorité présidentielle App.PS        | 7 477        | 3,46         |             |             |        |
|                | Union démocratique bretonne           | 2 140        | 0,99         |             |             |        |
|                | Extrême gauche                        | 193          | 0,01         |             |             |        |
| Gauche         | Gauche                                | 78 550       | 36,40        | 66 945      | 41,43       | 7      |
|                |                                       |              |              |             |             |        |
|                | Rassemblement pour la République      | 58 286       | 27,01        | 47 033      | 29,11       | 13     |
|                | Union pour la démocratie française    | 30 331       | 14,05        | 40 713      | 25,20       | 8      |
|                | Divers droite                         | 16 610       | 7,70         | 5 584       | 3,46        | 0      |
|                | Front national                        | 15 811       | 7,33         |             |             |        |
| Droite         | Droite                                | 121 038      | 56,09        | 93 330      | 57,76       | 21     |
|                |                                       |              |              |             |             |        |
|                | Les Verts                             | 13 386       | 6,20         | 1 307       | 0,81        | 0      |
|                | Génération écologie                   | 2 846        | 1,32         |             |             |        |
| Écologistes    | Écologistes                           | 16 232       | 7,52         | 1 307       | 0,81        | 0      |
|                |                                       |              |              |             |             |        |
| Inscrits       | Inscrits                              | 317 630      | 100,00       | 267 460     | 100,00      |        |
| Abstention     | Abstention                            | 92 469       | 29,00        | 94 835      | 35,46       |        |
| Votants        | Votants                               | 225 161      | 70,89        | 172 625     | 64,54       |        |
| Blancs et nuls | Blancs et nuls                        | 9 341        | 4,15         | 11 043      | 6,40        |        |
| Exprimés       | Exprimés                              | 215 820      | 95,85        | 161 582     | 93,60       |        |

### Résultats en nombre de sièges
| Parti | Sièges mis en jeu | Élus | Évolution |
| ----- | ----------------- | ---- | --------- |
| PS    | 8                 | 6    | -2        |
| DVG   | 0                 | 1    | +1        |
| RPR   | 11                | 13   | +2        |
| UDF   | 7                 | 8    | +1        |

### Assemblée départementale élue
| Parti                              | Sigle   | Élus |
| ---------------------------------- | ------- | ---- |
| Majorité (34 sièges)               |         |      |
| Rassemblement pour la République   | RPR     | 22   |
| Centre des démocrates sociaux      | UDF-CDS | 8    |
| Union pour la démocratie française | UDF     | 3    |
| Parti républicain                  | UDF-PR  | 1    |
| Opposition (20 sièges)             |         |      |
| Parti socialiste                   | PS      | 18   |
| Parti communiste français          | App.PCF | 2    |
| Président du conseil général       |         |      |
| Charles Miossec (RPR)              |         |      |

### Liste des élus
| Canton             | Conseiller sortant         | Parti       | Parti       | Conseiller élu       | Parti | Parti |
| ------------------ | -------------------------- | ----------- | ----------- | -------------------- | ----- | ----- |
| Arzano             | Georges Dauphin            |             | PS          | Jean Lomenech        |       | RPR   |
| Bannalec           | Yvon Le Bris               |             | PS          | Yvon Le Bris         |       | PS    |
| Brest-Cavale       | Jacques Berthelot          |             | RPR         | Jacques Berthelot    |       | RPR   |
| Brest-Kerichen     | Marie-Jacqueline Desouches |             | PS          | Albert Di Comun      |       | UDF   |
| Brest-L'Hermitage  | Canton créé                | Canton créé | Canton créé | Jean-Yves Le Borgne  |       | UDF   |
| Brest-Lambézellec  | Daniel Abiven              |             | PS          | Daniel Abiven        |       | PS    |
| Brest-Plouzané     | Canton créé                | Canton créé | Canton créé | Yves Pagès           |       | UDF   |
| Brest-Recouvrance  | Pierre Maille              |             | PS          | Pierre Maille        |       | PS    |
| Brest-Saint-Marc   | Georges Lombard*           |             | UDF         | Dominique Le Gall    |       | RPR   |
| Brest-Saint-Pierre | Marcel Le Floch            |             | RPR         | Marcel Le Floch      |       | RPR   |
| Carhaix-Plouguer   | Jean Rohou                 |             | RPR         | Jean Rohou           |       | RPR   |
| Concarneau         | Gilbert Le Bris            |             | PS          | Paulette Lecroc      |       | UDF   |
| Crozon             | Jean-Jacques Fabien        |             | RPR         | Jean-Jacques Fabien  |       | RPR   |
| Daoulas            | Joseph Malléjac*           |             | UDF         | André Le Gac         |       | DVG   |
| Fouesnant          | Roger Le Goff              |             | UDF         | Roger Le Goff        |       | UDF   |
| Guilvinec          | Pierre Draoulec            |             | UDF         | Pierre Draoulec      |       | UDF   |
| Lanmeur            | Jean-René Cadran           |             | PS          | Jean-René Cadran     |       | PS    |
| Lannilis           | Léon Guéguen               |             | UDF         | Jean-Michel Perhirin |       | RPR   |
| Plabennec          | Louis Coz                  |             | RPR         | Louis Coz            |       | RPR   |
| Pleyben            | Jean Pirche                |             | RPR         | Jean Pirche          |       | RPR   |
| Ploudalmézeau      | Édouard Talarmin           |             | RPR         | Antoine Corolleur    |       | RPR   |
| Plouescat          | Yves Priser                |             | RPR         | Yves Priser          |       | RPR   |
| Plouzévédé         | Jacques de Menou           |             | RPR         | Jacques de Menou     |       | RPR   |
| Pont-Croix         | Henri Cogan                |             | UDF         | Henri Cogan          |       | UDF   |
| Pont-l'Abbé        | Sébastien Jolivet          |             | UDF         | Sébastien Jolivet    |       | UDF   |
| Rosporden          | Gilbert Monfort            |             | PS          | Gilbert Monfort      |       | PS    |
| Saint-Pol-de-Léon  | Adrien Kervella            |             | RPR         | Adrien Kervella      |       | RPR   |
| Saint-Thégonnec    | Joseph Le Mer              |             | RPR         | Yvon Abiven          |       | DVG   |

*Conseillers généraux sortants ne se représentant pas

## Résultats par canton

### Canton d'Arzano
| Candidats | Candidats               | Étiquette | Premier tour | Premier tour | Second tour | Second tour |
| Candidats | Candidats               | Étiquette | Voix         | %            | Voix        | %           |
| --------- | ----------------------- | --------- | ------------ | ------------ | ----------- | ----------- |
|           | Jean Lomenech           | App.RPR   | 1 418        | 49,46        | 1 660       | 56,73       |
|           | Georges Dauphin *       | PS        | 1 069        | 37,29        | 1 266       | 43,27       |
|           | Pierre Gourlay          | GE        | 131          | 4,57         |             |             |
|           | Elizabeth Forlot Mouton | FN        | 113          | 3,94         |             |             |
|           | Bernard Hernandez       | PCF       | 85           | 2,96         |             |             |
|           | Fernand Kérourédan      | UDB       | 51           | 1,78         |             |             |
|           |                         |           |              |              |             |             |
| Inscrits  | Inscrits                | Inscrits  | 3 730        | 100,00       | 3 730       | 100,00      |
| Votants   | Votants                 | Votants   | 2 958        | 79,30        | 2 999       | 80,40       |
| Exprimés  | Exprimés                | Exprimés  | 2 867        | 96,92        | 2 926       | 97,57       |

*sortant

### Canton de Bannalec
| Candidats | Candidats             | Étiquette | Premier tour | Premier tour | Second tour | Second tour |
| Candidats | Candidats             | Étiquette | Voix         | %            | Voix        | %           |
| --------- | --------------------- | --------- | ------------ | ------------ | ----------- | ----------- |
|           | Yvon Le Bris *        | PS        | 1 751        | 35,71        | 2 396       | 58,48       |
|           | Jean Yves Cochennec   | Rénov.PCF | 1 142        | 23,29        | Retrait     | Retrait     |
|           | Daniel Le Pennec      | App.RPR   | 1 015        | 20,70        | 1 701       | 41,52       |
|           | Guy Flégéo            | Verts     | 510          | 10,40        |             |             |
|           | Christian Mouton      | FN        | 293          | 5,98         |             |             |
|           | Jean-Claude Bottereau | PCF       | 192          | 3,92         |             |             |
|           |                       |           |              |              |             |             |
| Inscrits  | Inscrits              | Inscrits  | 6 932        | 100,00       | 6 929       | 100,00      |
| Votants   | Votants               | Votants   | 5 086        | 73,37        | 4 564       | 65,87       |
| Exprimés  | Exprimés              | Exprimés  | 4 903        | 96,40        | 4 097       | 89,77       |

*sortant

### Canton de Brest-Cavale-Blanche-Bohars-Guilers
| Candidats | Candidats           | Étiquette | Premier tour | Premier tour | Second tour | Second tour |
| Candidats | Candidats           | Étiquette | Voix         | %            | Voix        | %           |
| --------- | ------------------- | --------- | ------------ | ------------ | ----------- | ----------- |
|           | Jacques Berthelot * | RPR       | 2 616        | 35,02        | 3 505       | 54,96       |
|           | François Cuillandre | PS        | 1 807        | 24,19        | 2 872       | 45,04       |
|           | Michel Briand       | Verts     | 708          | 9,48         |             |             |
|           | Fortuné Pellicano   | RPR diss. | 678          | 9,08         |             |             |
|           | Jean-Yves Guengant  | GE        | 596          | 7,98         |             |             |
|           | Joseph Cloarec      | FN        | 554          | 7,42         |             |             |
|           | Yvon Pichavant      | Rénov.PCF | 269          | 3,60         |             |             |
|           | Roger Hère          | PCF       | 243          | 3,25         |             |             |
|           |                     |           |              |              |             |             |
| Inscrits  | Inscrits            | Inscrits  | 11 256       | 100,00       | 11 255      | 100,00      |
| Votants   | Votants             | Votants   | 7 776        | 69,08        | 6 816       | 60,56       |
| Exprimés  | Exprimés            | Exprimés  | 7 471        | 96,08        | 6 377       | 93,56       |

*sortant

### Canton de Brest-Kerichen
| Candidats | Candidats                    | Étiquette | Premier tour | Premier tour | Second tour | Second tour |
| Candidats | Candidats                    | Étiquette | Voix         | %            | Voix        | %           |
| --------- | ---------------------------- | --------- | ------------ | ------------ | ----------- | ----------- |
|           | Marie-Jacqueline Desouches * | PS        | 1 713        | 25,69        | 2 686       | 49,31       |
|           | Albert Di Comun              | UDF-CDS   | 1 402        | 21,03        | 2 761       | 50,69       |
|           | Marie-Louise Le Gall         | RPR       | 952          | 14,28        |             |             |
|           | Marie-Thérèse Martin         | Verts     | 941          | 14,11        |             |             |
|           | Olivier Morize               | FN        | 769          | 11,53        |             |             |
|           | Louis Aminot                 | Rénov.PCF | 537          | 8,05         |             |             |
|           | Simone Guéguen               | PCF       | 353          | 5,29         |             |             |
|           |                              |           |              |              |             |             |
| Inscrits  | Inscrits                     | Inscrits  | 11 154       | 100,00       | 11 154      | 100,00      |
| Votants   | Votants                      | Votants   | 6 959        | 62,39        | 5 839       | 52,35       |
| Exprimés  | Exprimés                     | Exprimés  | 6 667        | 95,80        | 5 447       | 93,29       |

*sortant

### Canton de Brest-L'Hermitage-Gouesnou
| Candidats | Candidats           | Étiquette    | Premier tour | Premier tour | Second tour | Second tour |
| Candidats | Candidats           | Étiquette    | Voix         | %            | Voix        | %           |
| --------- | ------------------- | ------------ | ------------ | ------------ | ----------- | ----------- |
|           | Jean-Paul Glémarec  | PS           | 1 933        | 27,94        | 2 910       | 49,15       |
|           | Jean-Yves Le Borgne | UDF-PR diss. | 1 015        | 14,67        | 3 011       | 50,85       |
|           | André Rosec         | UDF-CDS      | 961          | 13,89        |             |             |
|           | Michelle Marc       | Verts        | 922          | 13,33        |             |             |
|           | Astrid Ratte        | FN           | 690          | 9,97         |             |             |
|           | Alain Poupon        | RPR          | 609          | 8,80         |             |             |
|           | Claude Léon         | DVD          | 538          | 7,78         |             |             |
|           | Lucienne Inizan     | PCF          | 251          | 3,63         |             |             |
|           |                     |              |              |              |             |             |
| Inscrits  | Inscrits            | Inscrits     | 10 640       | 100,00       | 10 639      | 100,00      |
| Votants   | Votants             | Votants      | 7 265        | 68,28        | 6 319       | 59,39       |
| Exprimés  | Exprimés            | Exprimés     | 6 919        | 95,24        | 5 921       | 93,70       |

### Canton de Brest-Lambézellec
| Candidats | Candidats       | Étiquette    | Premier tour | Premier tour | Second tour | Second tour |
| Candidats | Candidats       | Étiquette    | Voix         | %            | Voix        | %           |
| --------- | --------------- | ------------ | ------------ | ------------ | ----------- | ----------- |
|           | Daniel Abiven * | PS           | 2 557        | 42,03        | 3 104       | 59,57       |
|           | Gérard Castel   | UDF-PR diss. | 1 678        | 27,58        | 2 107       | 40,43       |
|           | André Favennec  | Verts        | 806          | 13,25        |             |             |
|           | Gabriel Mazeo   | FN           | 590          | 9,70         |             |             |
|           | Yves Le Berre   | PCF          | 294          | 4,83         |             |             |
|           | André Chantrel  | DVD          | 159          | 2,61         |             |             |
|           |                 |              |              |              |             |             |
| Inscrits  | Inscrits        | Inscrits     | 9 841        | 100,00       | 9 841       | 100,00      |
| Votants   | Votants         | Votants      | 6 357        | 64,60        | 5 474       | 55,62       |
| Exprimés  | Exprimés        | Exprimés     | 6 084        | 95,71        | 5 211       | 95,20       |

*sortant

### Canton de Brest-Plouzané
Ce canton vient d'une scission de celui de Canton de Brest-1, l'autre partie forme le Canton de Brest-Saint-Pierre.
| Candidats | Candidats         | Étiquette | Premier tour | Premier tour | Second tour | Second tour |
| Candidats | Candidats         | Étiquette | Voix         | %            | Voix        | %           |
| --------- | ----------------- | --------- | ------------ | ------------ | ----------- | ----------- |
|           | Joseph Mélennec   | PS        | 1 881        | 27,22        | 2 103       | 33,14       |
|           | Yvon Lucas        | Verts     | 1 447        | 20,94        | 1 307       | 20,60       |
|           | Yves Pagès        | UDF       | 1 361        | 19,70        | 2 904       | 45,77       |
|           | François Le Bihan | App.RPR   | 1 345        | 19,46        | 31          | 0,49        |
|           | Francois Cotonnec | FN        | 710          | 10,27        |             |             |
|           | Marcel Simon      | PCF       | 166          | 2,40         |             |             |
|           |                   |           |              |              |             |             |
| Inscrits  | Inscrits          | Inscrits  | 10 327       | 100,00       | 10 327      | 100,00      |
| Votants   | Votants           | Votants   | 7 309        | 70,78        | 6 601       | 63,92       |
| Exprimés  | Exprimés          | Exprimés  | 6 910        | 94,54        | 6 345       | 96,12       |

### Canton de Brest-Recouvrance
| Candidats | Candidats                  | Étiquette | Premier tour | Premier tour | Second tour | Second tour |
| Candidats | Candidats                  | Étiquette | Voix         | %            | Voix        | %           |
| --------- | -------------------------- | --------- | ------------ | ------------ | ----------- | ----------- |
|           | Bertrand Cousin            | RPR       | 2 372        | 35,74        | 2 907       | 48,78       |
|           | Pierre Maille *            | PS        | 2 353        | 35,45        | 3 052       | 51,22       |
|           | Bernard Pacreau            | FN        | 667          | 10,05        |             |             |
|           | Marie-Françoise Loussouarn | Verts     | 607          | 9,15         |             |             |
|           | Louis Le Roux              | PCF       | 445          | 6,70         |             |             |
|           | Mireille Cann              | EXG       | 193          | 2,91         |             |             |
|           |                            |           |              |              |             |             |
| Inscrits  | Inscrits                   | Inscrits  | 10 429       | 100,00       | 10 429      | 100,00      |
| Votants   | Votants                    | Votants   | 6 854        | 65,72        | 6 228       | 59,72       |
| Exprimés  | Exprimés                   | Exprimés  | 6 637        | 96,83        | 5 959       | 95,68       |

*sortant

### Canton de Brest-Saint-Marc
Georges Lombard (ex UDF-CDS) élu depuis 1979 ne se représente pas.
| Candidats | Candidats         | Étiquette   | Premier tour | Premier tour | Second tour | Second tour |
| Candidats | Candidats         | Étiquette   | Voix         | %            | Voix        | %           |
| --------- | ----------------- | ----------- | ------------ | ------------ | ----------- | ----------- |
|           | Jean-Pierre Hue   | PS          | 2 772        | 29,28        | 3 929       | 48,16       |
|           | Dominique Le Gall | RPR         | 2 209        | 23,34        | 4 229       | 51,84       |
|           | Frédéric Guyader  | UDF-CDS (*) | 1 674        | 17,68        | Retrait     | Retrait     |
|           | Jean-Yvon Landrac | Verts       | 1 004        | 10,61        |             |             |
|           | François Boutry   | FN          | 958          | 10,12        |             |             |
|           | Guy Abgrall       | PCF         | 434          | 4,58         |             |             |
|           | Jean Guéguéniat   | UDB         | 415          | 4,38         |             |             |
|           |                   |             |              |              |             |             |
| Inscrits  | Inscrits          | Inscrits    | 14 678       | 100,00       | 14 678      | 100,00      |
| Votants   | Votants           | Votants     | 9 819        | 66,90        | 8 670       | 59,07       |
| Exprimés  | Exprimés          | Exprimés    | 9 466        | 96,40        | 8 158       | 94,09       |

### Canton de Brest-Saint-Pierre
| Candidats | Candidats         | Étiquette | Premier tour | Premier tour | Second tour | Second tour |
| Candidats | Candidats         | Étiquette | Voix         | %            | Voix        | %           |
| --------- | ----------------- | --------- | ------------ | ------------ | ----------- | ----------- |
|           | Marcel Le Floch * | RPR       | 2 278        | 38,83        | 2 762       | 56,07       |
|           | Jacques Quillien  | PS        | 1 492        | 25,43        | 2 164       | 43,93       |
|           | Yves Sellier      | FN        | 741          | 12,63        |             |             |
|           | Pierre Cocquebert | Verts     | 635          | 10,82        |             |             |
|           | Hervé Cadiou      | Rénov.PCF | 416          | 7,09         |             |             |
|           | Daniel Maloisel   | PCF       | 305          | 5,20         |             |             |
|           |                   |           |              |              |             |             |
| Inscrits  | Inscrits          | Inscrits  | 9 526        | 100,00       | 9 526       | 100,00      |
| Votants   | Votants           | Votants   | 6 133        | 64,38        | 5 238       | 54,99       |
| Exprimés  | Exprimés          | Exprimés  | 5 867        | 95,66        | 4 926       | 94,04       |

*sortant

### Canton de Carhaix-Plouguer
| Candidats | Candidats         | Étiquette    | Premier tour | Premier tour | Second tour | Second tour |
| Candidats | Candidats         | Étiquette    | Voix         | %            | Voix        | %           |
| --------- | ----------------- | ------------ | ------------ | ------------ | ----------- | ----------- |
|           | Jean Rohou *      | App.RPR      | 3 308        | 36,37        | 5 084       | 55,99       |
|           | Jean-Pierre Jeudy | Rénov.PCF    | 1 678        | 18,45        | 3 996       | 44,01       |
|           | Francois Le Grand | PS           | 1 162        | 12,78        |             |             |
|           | Louis Lofficial   | UDB          | 953          | 10,48        |             |             |
|           | Désiré Mahé       | DVG (ex PCF) | 810          | 8,91         |             |             |
|           | Éric Calmejane    | FN           | 612          | 6,73         |             |             |
|           | Daniel Laporte    | PCF          | 572          | 6,29         |             |             |
|           |                   |              |              |              |             |             |
| Inscrits  | Inscrits          | Inscrits     | 12 820       | 100,00       | 12 818      | 100,00      |
| Votants   | Votants           | Votants      | 9 523        | 74,28        | 9 654       | 75,32       |
| Exprimés  | Exprimés          | Exprimés     | 9 095        | 95,51        | 9 080       | 94,05       |

*sortant

### Canton de Concarneau
| Candidats | Candidats          | Étiquette | Premier tour | Premier tour | Second tour | Second tour |
| Candidats | Candidats          | Étiquette | Voix         | %            | Voix        | %           |
| --------- | ------------------ | --------- | ------------ | ------------ | ----------- | ----------- |
|           | Paulette Lecroc    | DVD-UDF   | 3 928        | 31,52        | 5 573       | 46,39       |
|           | Gilbert Le Bris *  | PS        | 2 813        | 22,56        | 4 107       | 34,19       |
|           | Yvon Quéroué       | Rénov.PCF | 2 052        | 16,45        | 2 333       | 19,42       |
|           | Michel Beucher     | Verts     | 1 167        | 9,36         |             |             |
|           | Michel Dor         | FN        | 881          | 7,06         |             |             |
|           | Alfred Corné       | GE        | 689          | 5,52         |             |             |
|           | Christian Delannée | PCF       | 546          | 4,38         |             |             |
|           | Xavier Simon Quéré | UDF-PR    | 395          | 3,17         |             |             |
|           |                    |           |              |              |             |             |
| Inscrits  | Inscrits           | Inscrits  | 19 994       | 100,00       | 19 986      | 100,00      |
| Votants   | Votants            | Votants   | 13 026       | 65,15        | 12 705      | 63,57       |
| Exprimés  | Exprimés           | Exprimés  | 12 471       | 95,74        | 12 013      | 94,55       |

*sortant

### Canton de Crozon
| Candidats | Candidats             | Étiquette | Premier tour | Premier tour | Second tour | Second tour |
| Candidats | Candidats             | Étiquette | Voix         | %            | Voix        | %           |
| --------- | --------------------- | --------- | ------------ | ------------ | ----------- | ----------- |
|           | Jean-Jacques Fabien * | RPR       | 3 770        | 44,39        | 4 717       | 55,92       |
|           | Jean Cornec           | PS        | 2 743        | 32,30        | 3 719       | 44,08       |
|           | Henri Hofmann         | FN        | 924          | 10,88        |             |             |
|           | Daniel Magnen         | App.PS    | 810          | 9,54         |             |             |
|           | Jean-Yves Leven       | PCF       | 245          | 2,89         |             |             |
|           |                       |           |              |              |             |             |
| Inscrits  | Inscrits              | Inscrits  | 13 146       | 100,00       | 13 145      | 100,00      |
| Votants   | Votants               | Votants   | 8 975        | 68,27        | 8 975       | 68,28       |
| Exprimés  | Exprimés              | Exprimés  | 8 492        | 94,62        | 8 436       | 93,99       |

*sortant

### Canton de Daoulas
| Candidats | Candidats        | Étiquette | Premier tour | Premier tour |
| Candidats | Candidats        | Étiquette | Voix         | %            |
| --------- | ---------------- | --------- | ------------ | ------------ |
|           | André Le Gac     | Rénov.PCF | 5 886        | 50,06        |
|           | Christian Cornec | DVD       | 4 843        | 41,19        |
|           | René Corler      | FN        | 711          | 6,05         |
|           | Pierre Quinquis  | PCF       | 317          | 2,70         |
|           |                  |           |              |              |
| Inscrits  | Inscrits         | Inscrits  | 16 717       | 100,00       |
| Votants   | Votants          | Votants   | 12 275       | 72,43        |
| Exprimés  | Exprimés         | Exprimés  | 11 757       | 95,78        |

### Canton de Fouesnant
| Candidats | Candidats               | Étiquette | Premier tour | Premier tour | Second tour | Second tour |
| Candidats | Candidats               | Étiquette | Voix         | %            | Voix        | %           |
| --------- | ----------------------- | --------- | ------------ | ------------ | ----------- | ----------- |
|           | Roger Le Goff *         | UDF-CDS   | 5 127        | 47,14        | 5 971       | 62,49       |
|           | Gérard Mével            | PS        | 2 755        | 25,33        | 3 584       | 37,51       |
|           | Claudine Dupont-Tingaud | FN        | 1 021        | 9,39         |             |             |
|           | Jean-Pierre Bigorgne    | Verts     | 900          | 8,28         |             |             |
|           | Jean-Claude Le Guen     | PCF       | 617          | 5,67         |             |             |
|           | Lionel Le Golvan        | DVD       | 456          | 4,19         |             |             |
|           |                         |           |              |              |             |             |
| Inscrits  | Inscrits                | Inscrits  | 15 415       | 100,00       | 15 413      | 100,00      |
| Votants   | Votants                 | Votants   | 11 328       | 73,49        | 10 154      | 65,88       |
| Exprimés  | Exprimés                | Exprimés  | 10 876       | 96,01        | 9 555       | 94,10       |

*sortant

### Canton de Guilvinec
| Candidats | Candidats           | Étiquette | Premier tour | Premier tour | Second tour | Second tour |
| Candidats | Candidats           | Étiquette | Voix         | %            | Voix        | %           |
| --------- | ------------------- | --------- | ------------ | ------------ | ----------- | ----------- |
|           | Pierre Draoulec *   | UDF-CDS   | 4 041        | 38,53        | 5 727       | 65,65       |
|           | René-Pierre Chever  | PS        | 1 616        | 15,41        | 2 996       | 34,35       |
|           | Guy Laurent         | PCF       | 1 228        | 11,71        |             |             |
|           | Simon Le Pape       | DVD       | 1 220        | 11,63        |             |             |
|           | Janick Moriceau     | Verts     | 1 019        | 9,72         |             |             |
|           | Pierre Le Bris      | FN        | 698          | 6,66         |             |             |
|           | Jean-Jacques Le Lay | RPR       | 666          | 6,35         |             |             |
|           |                     |           |              |              |             |             |
| Inscrits  | Inscrits            | Inscrits  | 15 299       | 100,00       | 15 298      | 100,00      |
| Votants   | Votants             | Votants   | 10 964       | 71,66        | 9 742       | 63,68       |
| Exprimés  | Exprimés            | Exprimés  | 10 488       | 95,66        | 8 723       | 89,54       |

*sortant

### Canton de Lanmeur
| Candidats | Candidats          | Étiquette | Premier tour | Premier tour | Second tour | Second tour |
| Candidats | Candidats          | Étiquette | Voix         | %            | Voix        | %           |
| --------- | ------------------ | --------- | ------------ | ------------ | ----------- | ----------- |
|           | Jean-René Cadran * | PS        | 2 438        | 35,02        | 3 766       | 54,96       |
|           | Madeleine Gautier  | DVD       | 1 580        | 22,69        | 3 086       | 45,04       |
|           | Yvette Tanguy      | DVD       | 1 151        | 16,53        | Retrait     | Retrait     |
|           | Thierry Troadec    | Verts     | 659          | 9,47         |             |             |
|           | Alain Troadec      | PCF       | 537          | 7,71         |             |             |
|           | Jean Rolland       | App.PS    | 300          | 4,31         |             |             |
|           | Claude Carmier     | FN        | 297          | 4,27         |             |             |
|           |                    |           |              |              |             |             |
| Inscrits  | Inscrits           | Inscrits  | 9 698        | 100,00       | 9 697       | 100,00      |
| Votants   | Votants            | Votants   | 7 232        | 74,57        | 7 214       | 74,39       |
| Exprimés  | Exprimés           | Exprimés  | 6 962        | 96,27        | 6 852       | 94,98       |

*sortant

### Canton de Lannilis
Léon Guéguen (UDF) élu depuis 1948 ne se représente pas.
| Candidats | Candidats             | Étiquette | Premier tour | Premier tour | Second tour | Second tour |
| Candidats | Candidats             | Étiquette | Voix         | %            | Voix        | %           |
| --------- | --------------------- | --------- | ------------ | ------------ | ----------- | ----------- |
|           | Jean-Michel Perhirin  | RPR       | 2 707        | 31,68        | 3 466       | 41,99       |
|           | François Vigouroux    | PR-UDF    | 2 082        | 24,37        | 2 291       | 27,75       |
|           | Bernard Le Ven        | DVD       | 1 975        | 23,11        | 2 498       | 30,26       |
|           | Gilbert Bellec        | PS        | 730          | 8,54         |             |             |
|           | Jean-Francois Kervern | Verts     | 612          | 7,16         |             |             |
|           | Charles Tronyo        | FN        | 336          | 3,93         |             |             |
|           | Robert Bilien         | PCF       | 103          | 1,21         |             |             |
|           |                       |           |              |              |             |             |
| Inscrits  | Inscrits              | Inscrits  | 11 659       | 100,00       | 11 656      | 100,00      |
| Votants   | Votants               | Votants   | 8 813        | 75,59        | 8 551       | 73,36       |
| Exprimés  | Exprimés              | Exprimés  | 8 545        | 96,96        | 8 255       | 96,54       |

### Canton de Plabennec
| Candidats | Candidats       | Étiquette | Premier tour | Premier tour |
| Candidats | Candidats       | Étiquette | Voix         | %            |
| --------- | --------------- | --------- | ------------ | ------------ |
|           | Louis Coz *     | RPR       | 5 821        | 65,97        |
|           | Michel Le Goff  | PS        | 1 310        | 14,85        |
|           | François Coant  | Rénov.PCF | 860          | 9,75         |
|           | Catherine Jacob | FN        | 729          | 8,26         |
|           | Daniel Roudaut  | PCF       | 104          | 1,18         |
|           |                 |           |              |              |
| Inscrits  | Inscrits        | Inscrits  | 12 459       | 100,00       |
| Votants   | Votants         | Votants   | 9 255        | 74.28        |
| Exprimés  | Exprimés        | Exprimés  | 8 824        | 95.34        |

*sortant

### Canton de Pleyben
| Candidats | Candidats             | Étiquette | Premier tour | Premier tour |
| Candidats | Candidats             | Étiquette | Voix         | %            |
| --------- | --------------------- | --------- | ------------ | ------------ |
|           | Jean-Jacques Pirche * | RPR       | 3 205        | 64,81        |
|           | Jean-Yves Le Goff     | PS        | 1 018        | 20,59        |
|           | Pierre Gourmelon      | Rénov.PCF | 343          | 6,94         |
|           | Élisabeth Péron       | FN        | 278          | 5,62         |
|           | Jean-Louis Pascal     | PCF       | 101          | 2,04         |
|           |                       |           |              |              |
| Inscrits  | Inscrits              | Inscrits  | 6 750        | 100,00       |
| Votants   | Votants               | Votants   | 5 163        | 76,49        |
| Exprimés  | Exprimés              | Exprimés  | 4 945        | 95,78        |

*sortant

### Canton de Ploudalmézeau
| Candidats | Candidats             | Étiquette | Premier tour | Premier tour | Second tour | Second tour |
| Candidats | Candidats             | Étiquette | Voix         | %            | Voix        | %           |
| --------- | --------------------- | --------- | ------------ | ------------ | ----------- | ----------- |
|           | Édouard Talarmin*     | RPR       | 2 743        | 32,72        | 3 246       | 43,81       |
|           | Antoine Corolleur     | RPR       | 2 180        | 26,00        | 4 163       | 56,19       |
|           | Gabriel Le Dreff      | PS        | 763          | 9,10         |             |             |
|           | Jacques Hermann       | FN        | 628          | 7,49         |             |             |
|           | Yvon Saout            | Verts     | 605          | 7,22         |             |             |
|           | Jean-Jacques Quéré    | DVD       | 595          | 7,10         |             |             |
|           | Marie-Louise Calvarin | App.PS    | 454          | 5,42         |             |             |
|           | René Tréguer          | UDB       | 324          | 3,86         |             |             |
|           | Jean-Yves Jézéquel    | PCF       | 92           | 1,10         |             |             |
|           |                       |           |              |              |             |             |
| Inscrits  | Inscrits              | Inscrits  | 11 540       | 100,00       | 11 540      | 100,00      |
| Votants   | Votants               | Votants   | 8 638        | 74,85        | 7 922       | 68,65       |
| Exprimés  | Exprimés              | Exprimés  | 8 384        | 97,06        | 7 409       | 93,52       |

*sortant

### Canton de Plouescat
| Candidats | Candidats        | Étiquette    | Premier tour | Premier tour |
| Candidats | Candidats        | Étiquette    | Voix         | %            |
| --------- | ---------------- | ------------ | ------------ | ------------ |
|           | Yves Priser *    | RPR (ex CDS) | 2 877        | 56,44        |
|           | Daniel Jacq      | App.RPR      | 1 656        | 32,49        |
|           | Denis Conan      | PS           | 269          | 5,28         |
|           | Roger Fourny     | FN           | 178          | 3,49         |
|           | Emmanuel Charlès | PCF          | 117          | 2,30         |
|           |                  |              |              |              |
| Inscrits  | Inscrits         | Inscrits     | 7 002        | 100,00       |
| Votants   | Votants          | Votants      | 5 259        | 75,11        |
| Exprimés  | Exprimés         | Exprimés     | 5 097        | 96,92        |

*sortant

### Canton de Plouzévédé
| Candidats | Candidats          | Étiquette | Premier tour | Premier tour |
| Candidats | Candidats          | Étiquette | Voix         | %            |
| --------- | ------------------ | --------- | ------------ | ------------ |
|           | Jacques de Menou * | RPR       | 3 306        | 63,44        |
|           | Jean-Luc Uguen     | PS        | 1 663        | 31,91        |
|           | Clément Daniellou  | FN        | 200          | 3,84         |
|           | René Le Bars       | PCF       | 42           | 0,81         |
|           |                    |           |              |              |
| Inscrits  | Inscrits           | Inscrits  | 7 205        | 100,00       |
| Votants   | Votants            | Votants   | 5 390        | 74,81        |
| Exprimés  | Exprimés           | Exprimés  | 5 211        | 96,68        |

*sortant

### Canton de Pont-Croix
| Candidats | Candidats       | Étiquette | Premier tour | Premier tour | Second tour | Second tour |
| Candidats | Candidats       | Étiquette | Voix         | %            | Voix        | %           |
| --------- | --------------- | --------- | ------------ | ------------ | ----------- | ----------- |
|           | Henri Cogan *   | UDF       | 3 447        | 31,58        | 6 059       | 61,73       |
|           | Jean Normant    | PS        | 2 722        | 24,94        | 3 757       | 38,27       |
|           | Roger Le Pape   | RPR       | 2 721        | 24,93        | Retrait     | Retrait     |
|           | Nicole Urvois   | GE        | 913          | 8,36         |             |             |
|           | Marcel Saoutic  | FN        | 624          | 5,72         |             |             |
|           | Germaine Zaroli | PCF       | 489          | 4,48         |             |             |
|           |                 |           |              |              |             |             |
| Inscrits  | Inscrits        | Inscrits  | 16 306       | 100,00       | 16 298      | 100,00      |
| Votants   | Votants         | Votants   | 11 312       | 69,37        | 10 569      | 64,85       |
| Exprimés  | Exprimés        | Exprimés  | 10 916       | 96,50        | 9 816       | 92,88       |

*sortant

### Canton de Pont-l'Abbé
| Candidats | Candidats           | Étiquette | Premier tour | Premier tour | Second tour | Second tour |
| Candidats | Candidats           | Étiquette | Voix         | %            | Voix        | %           |
| --------- | ------------------- | --------- | ------------ | ------------ | ----------- | ----------- |
|           | Sébastien Jolivet * | UDF-CDS   | 3 220        | 36,93        | 4 309       | 57,74       |
|           | Louis Daniel        | App.PS    | 1 858        | 21,31        | 3 154       | 42,26       |
|           | Noël Le Quéré       | DVD       | 926          | 10,62        |             |             |
|           | Jakez Cornou        | Verts     | 844          | 9,68         |             |             |
|           | Émile Bargain       | PCF       | 840          | 9,63         |             |             |
|           | Pierre Delignière   | GE        | 517          | 5,93         |             |             |
|           | Jean Grimaldi       | FN        | 514          | 5,90         |             |             |
|           |                     |           |              |              |             |             |
| Inscrits  | Inscrits            | Inscrits  | 12 494       | 100,00       | 12 492      | 100,00      |
| Votants   | Votants             | Votants   | 9 194        | 73,59        | 8 344       | 66,79       |
| Exprimés  | Exprimés            | Exprimés  | 8 719        | 94,83        | 7 463       | 89,44       |

*sortant

### Canton de Rosporden
| Candidats | Candidats         | Étiquette | Premier tour | Premier tour | Second tour | Second tour |
| Candidats | Candidats         | Étiquette | Voix         | %            | Voix        | %           |
| --------- | ----------------- | --------- | ------------ | ------------ | ----------- | ----------- |
|           | Gilbert Monfort * | PS        | 2 798        | 39,56        | 3 648       | 54,95       |
|           | Édouard Launay    | RPR       | 2 506        | 35,44        | 2 991       | 45,05       |
|           | Francis Dufour    | PCF       | 1 005        | 14,21        | Retrait     | Retrait     |
|           | Paul Guéguéniat   | UDB       | 397          | 5,61         |             |             |
|           | Didier Barbier    | FN        | 366          | 5,18         |             |             |
|           |                   |           |              |              |             |             |
| Inscrits  | Inscrits          | Inscrits  | 9 665        | 100,00       | 9 664       | 100,00      |
| Votants   | Votants           | Votants   | 7 450        | 77,08        | 7 062       | 73,08       |
| Exprimés  | Exprimés          | Exprimés  | 7 072        | 94,93        | 6 639       | 94,01       |

*sortant

### Canton de Saint-Pol-de-Léon
| Candidats | Candidats            | Étiquette | Premier tour | Premier tour | Second tour | Second tour |
| Candidats | Candidats            | Étiquette | Voix         | %            | Voix        | %           |
| --------- | -------------------- | --------- | ------------ | ------------ | ----------- | ----------- |
|           | Adrien Kervella *    | RPR       | 4 124        | 40,82        | 5 349       | 68,82       |
|           | Olivier Cadiou       | DVD       | 3 167        | 31,35        | Retrait     | Retrait     |
|           | Yannick Massini      | PS        | 1 678        | 16,61        | 2 423       | 31,18       |
|           | Éric Audigou         | FN        | 613          | 6,07         |             |             |
|           | Jean-Pierre Creignou | PCF       | 520          | 5,15         |             |             |
|           |                      |           |              |              |             |             |
| Inscrits  | Inscrits             | Inscrits  | 15 610       | 100,00       | 15 608      | 100,00      |
| Votants   | Votants              | Votants   | 10 644       | 68,19        | 8 713       | 55,82       |
| Exprimés  | Exprimés             | Exprimés  | 10 102       | 94,91        | 7 772       | 89,20       |

*sortant

### Canton de Saint-Thégonnec
| Candidats | Candidats            | Étiquette       | Premier tour | Premier tour | Second tour | Second tour |
| Candidats | Candidats            | Étiquette       | Voix         | %            | Voix        | %           |
| --------- | -------------------- | --------------- | ------------ | ------------ | ----------- | ----------- |
|           | Jean-Claude Kerdilès | PS              | 1 317        | 32,33        | 1 428       | 33,98       |
|           | Yvon Abiven          | App.PS (ex UDB) | 1 312        | 32,21        | 1 552       | 36,93       |
|           | Joseph Le Mer *      | App.RPR         | 1 204        | 29,56        | 1 222       | 29,08       |
|           | Stéphane Mayer       | PCF             | 124          | 3,04         |             |             |
|           | Olivia Darsonval     | FN              | 116          | 2,85         |             |             |
|           |                      |                 |              |              |             |             |
| Inscrits  | Inscrits             | Inscrits        | 5 338        | 100,00       | 5 337       | 100,00      |
| Votants   | Votants              | Votants         | 4 204        | 78,76        | 4 272       | 80,04       |
| Exprimés  | Exprimés             | Exprimés        | 4 073        | 96,88        | 4 202       | 98,36       |

*sortant